# جورج هيرد
جورج هيرد (بالإنجليزية: George Herd)‏ (6 مايو 1936 في المملكة المتحدة - 5 أغسطس 2024) هو مدرب كرة قدم ولاعب كرة قدم بريطاني في مركز مهاجم داخلي. شارك مع منتخب اسكتلندا لكرة القدم. أما مع النوادي، فقد لعب مع نادي سندرلاند ونادي هارتلبول يونايتد ونادي كلايد وفانكوفر رويالز ‏ وإنفيرنس ثيسل ‏ ورابطة كرة القدم الاسكتلندية الحادية عشر ‏ ونادي كوينز بارك.

## وصلات خارجية
- جورج هيرد على موقع الاتحاد الإسكتلندي (الإنجليزية)
- جورج هيرد على موقع قاعدة بيانات كرة القدم.إي يو (الإنجليزية)
- جورج هيرد على موقع ناشيونال فوتبول تيمز (الإنجليزية)